# Nêrêyó
Nêrêyó (Nêrêyána, Nereyána), pleme američkih Indijanaca sa sjevera brazilske države Pará na rijeci Rio Panamá i Trombetas. Srodni su plemenu Kaxuyana ili Tiriyó, porodica karib. Jedno od nekontaktiranih plemena. Populacija iznosi oko 100.
Za ovo pleme se kaže da su bili ljudožderi. Ime im dolazi po tiriyo riječi nêrê, u značenju vampirskih šišmiša.